# Command & Conquer
Command & Conquer (de obicei abreviat CNC sau C&C) este o franciză de jocuri, din care fac parte jocuri de strategie în timp real cât și jocuri de tip shooter first-person bazate pe jocurile anterioare. Jocurile din seria Command & Conquer au fost dezvoltate și lansate de studiourile Westwood din anul 1995 până în 2003 când Studiourile Westwood au fost lichidate și seria a fost preluată de Electronic Arts.
Primul joc al seriei a fost lansat în toată lumea la data de 31 august 1995 și a fost numit Command & Conquer. Jocul a fost puternic influențat de un alt joc de strategie creat de Studiourile Westwood, și anume: Dune 2. Seria s-a concentrat mai mult în jurul audiențelor din America de Nord, Europa de vest și Australia, jocul fiind tradus în Germană, Franceză, Spaniolă și alte limbi. Seria a fost dezvoltată în mare parte pentru sistemul de operare Microsoft Windows deși unele jocuri au fost modificate pentru a funcționa pe anumite console de jocuri. Jocurile mai recente ale seriei ca și Tiberium Wars au fost lansate pentru PC cât și consola Xbox 360.
Ultimul joc lansat de EA a fost Command & Conquer Red Alert 3
, lansat de 29 octombrie în Statele Unite și pe 31 octombrie în Europa.
În 1999, firma Electronic Arts a cumpărat Studiourile Westwood. În 2003, Westwood a fost lichidat și a devenit parte componentă a EA Los Angeles care dezvoltă seria Command and Conquer până în prezent.
La data de 11 februarie 2003, seria Command & Conquer a vândut mai mult de 21 de milioane de bucăți în toată lumea. Până în anul 2007 vânzările sunt estimate la 25 de milioane în toată lumea. Până în anul 2008, au fost publicate nouă jocuri cu diferite expansiuni, titlul cel mai recent fiind Command & Conquer: Red Alert 3.

## Miniseriile

### Seria Tiberiană (1995-prezent)
În franciza Command & Conquer, Seria Tiberiana conține două super-puteri: facțiunea Global Defence Initiative a Națiunilor Unite și cultul antic The Brotherhood of Nod. În Tiberium Wars mai apare o facțiune extraterestră numită Scrin.
Jocul Command and Conquer original a fost produs de Studiourile Westwood și distribuit internațional de Virgin Interactive în 1995. Începutul jocului arată cum The Brotherhood of Nod atacă ficționalul Grand Trade Center din Viena. Conflictul dintre GDI și Nod este centrat în jurul controlul unei resurse ficționale numite Tiberium; o substanță de origine extraterestră care extrage toate substanțele din suprafața pe care se află Tiberium-ul transformându-le în cristale toxice.
În timp ce GDI încearcă să țină sub control Tiberium-ul care schimbă ecosistemul Pămant-ului și afectează viețile oamenilor, The Brotherhood of Nod, acceptă substanța ca fiind catalistul unei noi ere. Liderul enigmatic al acestei facțiuni cunoscut doar sub numele de Kane încearcă să transforme planeta într-un ecosistem bazat pe Tiberium. Pentru a confrunta această amenințare, a fost creata facțiunea GDI.
Subiectul primului joc era centrat în jurul luptei politice între cele două puteri, succesorul jocului, Command & Conquer: Tiberium Sun, are o temă  apocaliptică, Tiberium-ul a început să acopere porțiuni mari ale Pământului distrugând ecosistemul. În Command & Conquer 3: Tiberium Wars subiectul jocului este asemănător cu cel din primul joc.

#### Jocurile Seriei
- Command and Conquer: Tiberian Dawn (1995)
  - Command and Conquer: The Covert Operations (expansion pack) (1996)
  - Command and Conquer: Sole Survivor (1997)
- Command & Conquer: Tiberian Sun (1999)
  - Command and Conquer: Tiberian Sun: Firestorm (expansion pack) (2000)
- Command & Conquer: Renegade (2002)
- Command & Conquer 3: Tiberium Wars (2007)
  - Command & Conquer 3: Kane's Wrath (2008)
- Command & Conquer 4 (2010)

Command and Conquer: Tiberium Alliances (2011)

### Seria Red Alert (1996-prezent)
Seria Red Alert are loc într-un time-line alternativ, creat când Albert Einstein întoarce înapoi în timp și îl elimină pe Adolf Hitler într-o încercare de a opri cel de-al Doilea Război Mondial. Planul eșuează, Europa fiind invadată de Rusia Sovietică condusă de Iosif Stalin. Jocul a avut două expansiuni: Counterstrike și The Aftermath.
Red Alert este un preludiu al seriei Tiberiane dacă povestea este privită din partea campaniei Sovietice iar povestea din campania Aliată este preludiul următorului joc al seriei: Command and Conquer: Red Alert 2.
În Red Alert 2, Uniunea Sovietică invadează Statele Unite încercând să obțină controlul orașelor americane. Folosind tehnologiile de control a minții oferite de consilierul premierului rus, Yuri, dezactivează capabilitățiile de atac ale Americii. În Yuri's Revenge, Yuri încearcă să ia controlul lumii folosindu-și tehnologiile de control a minții, dar planul eșuează când atât Forțele Aliate și Uniunea Sovietică formează o alianță și obțin o victorie împotriva armatelor lui Yuri.

#### Jocurile Seriei
- Command & Conquer: Red Alert (1996)
  - Command & Conquer: Red Alert: Counterstrike (expansion pack) (1997)
  - Command & Conquer: Red Alert: The Aftermath (expansion pack) (1997)
- Command & Conquer: Red Alert 2 (2000)
  - Command & Conquer: Yuri's Revenge (expansion pack) (2001)
- Command & Conquer: Red Alert 3 (2008)
- Command & Conquer: Uprising (expansion pack) (2009)

### Generals (2003)
Spre deosebire de titlurile anterioare, povestea din Generals nu are nici o legătură cu restul jocurilor seriei.
Generals folosește un motor numit SAGE (Strategy Action Game Engine) fiind primul motor 3D al seriei Command & Conquer fiind un motor derivat din motorul Westwood3D folosit în Command & Conquer: Renegade și în Emperor: Battle for Dune. Fanii seriei au observat că este primul joc CNC în care lipseau filmele care făceau descrierea misiunilor care au făcut faimoase titlurile anterioare ale seriei.
În Generals este menținut un balanț al puterilor: SUA se folosește de unități puține și puternice bazându-se pe tehnologie pentru a-și învinge dușmanii; China se folosește de unități multe și de arsenal nuclear; armata GLA se folosește de tactici teroriste pentru a obține victoria. GLA sunt inamicii atât al SUA cât și ai Chinei.
În expansiunea Command & Conquer: Generals - Zero Hour, povestea jocului este extinsă și jocul suferă multiple modificari atât de gameplay și de asemenea revin filmele de la începutul fiecărei misiuni sub forma unui reportaj de știri. Jucătorul are ca întotdeauna opțiunea de a juca campania din perspectiva a celor trei superputeri, la fel și opțiunea de a se juca împotriva calculatorului sau cu un prieten cu ajutorul internetului dar mai este adăugat un nou mod de joc împotriva unor generali din fiecare facțiune (3 pentru fiecare facțiune).

#### Jocurile seriei
- Command & Conquer: Generals (2003)
  - Command & Conquer: Generals – Zero Hour (expansion pack) (2003)

## Gameplay
Multe elemente de gameplay sau păstrat de-a lungul seriei. Inițial, Westwood a împrumutat elementele de gameplay din Dune II și au fost puse la baza primului joc Command & Conquer. Următoarele jocuri create au păstrat mare parte din elementele de gameplay din primul joc cu excepția titlurilor din seria Generals iar în martie 2007, a fost lansat Command & Conquer 3: Tiberium Wars, multe elemente de gameplay au revenit doar ca au fost îmbunătățite. În ultimul titlu apărut, Command & Conquer: Red alert 3 multe din noutatiile din Tiberium Wars sau păstrat și sau adăugat altele.

### Clădirile
Clădirile sunt folosite ca să produci unități, să cumperi upgradeuri pentru unități și să colectezi resurse. În  mare parte, clădirile sunt mici in comparație cu unitățile. Infanteria este de asemenea mare în comparație cu tancurile.
În Command & Conquer: Renegade, această disproporționalitate este explicată prin faptul că fiecare clădire este în mare parte în subteran. Dar, dacă clădirile ar fi plasate una lângă alta, ar însemna că părțile subterane s-ar suprapune.
În primele titluri ale seriei, s-a folosit un sistem simplu de construcție  care s-a modificat în Generals. Pentru a construi clădiri în primele jocuri ale seriei, trebuia să faci click pe poza clădirii din dreapta ecranului și ea va fi construită în afara ecranului. După terminarea construcției, jucătorul putea să pună clădirea pe teren. În  Generals și Zero Hour, construcția era făcută de un lucrător în loc de un Construction Yard și clădirile puteau fi atacate în timpul construcției.
În Command & Conquer 3: Tiberium Wars sistemul clasic din primele jocuri ale seriei s-a întors cu mici modificări care sunt regăsite și în Command & Conquer & Kane's Wrath. În Command & Conquer Red Alert 3 sunt îmbinate trei sisteme de construcție diferite: Facțiunea Aliaților folosește sistemul clasic de construcție în Construction Yard apoi a plasat clădiri pe hartă. Facțiunea Sovietică construiește clădirile direct pe hartă într-un mod asemănător celui din Generals doar că acum Construction Yard-ul se ocupă de construcție în loc de un lucrător. Facțiunea Imperiului Japonez se folosește de un anumit vehicul în care este împachetată clădirea și prin acest mod facțiunea  japoneză poate să ajungă la expansiuni încă de la începutul jocului în comparație cu restul facțiunilor care trebuie să folosească un vehicul special de expansion.